# Winterborne Kingston
Winterborne Kingston är en ort och civil parish i Storbritannien.   Den ligger i kommunen Dorset och riksdelen England, i den södra delen av landet, 170 km sydväst om huvudstaden London. Winterborne Kingston ligger 55 meter över havet och antalet invånare är 643.
Terrängen runt Winterborne Kingston är platt. Runt Winterborne Kingston är det ganska tätbefolkat, med 108 invånare per kvadratkilometer. Närmaste större samhälle är Poole, 16,5 km öster om Winterborne Kingston. Trakten runt Winterborne Kingston består till största delen av jordbruksmark.